# Akumulator zasadowy
Akumulator zasadowy – rodzaj akumulatora elektrycznego, w którym elektrolit ma odczyn zasadowy. 
Pierwsze tego typu konstrukcje – akumulator niklowo-żelazowy i akumulator niklowo-kadmowy zostały opracowane w 1899 roku przez szwedzkiego naukowca Waldemara Jungnera jako alternatywy do jedynego znanego wówczas akumulatora kwasowo-ołowiowego. Elektrodami w akumulatorach niklowych są płyty wykonane z taśmy stalowej w postaci ramek utrzymujących "kieszonki" z dziurkowanej blachy, wewnątrz których znajduje się masa czynna. Głównymi składnikami masy czynnej elektrody dodatniej są wodorotlenek niklu(II), nikiel i grafit; elektrody ujemnej – sproszkowane żelazo lub żelazo i kadm. Płyty dodatnie połączone są ze stalową obudową akumulatora. Jako elektrolit stosowany jest ok. 21% roztwór wodorotlenku potasu lub wodorotlenku litu.